# Mazama temama
La corzuela temama, venado temazate, venado cabrito, cabro de monte o venado de montaña (Mazama temama) es una especie de la familia Cervidae. Habita desde el sur de México hasta el noroccidente de Colombia. Anteriormente se consideró una subespecie de Mazama americana de América del Sur, pero su cariotipo es diferente. Es simpátrica con Mazama pandora en buena parte de su territorio.